# Родопа
Родопа (др.-греч. Ῥοδόπη) — персонаж древнегреческой мифологии, царица Фракии, сестра Гема.
Брат с сестрой были влюблены друг в друга, она называла себя Герой, а брата Зевсом, за что они были наказаны богами — превращены в горные хребты во Фракии — Родопы и Гемские горы (современные названия последних — Стара-Планина либо, несколько ранее, Балканские горы).
В честь Родопы назван астероид (166) Родопа, открытый в 1876 году.